# فيبور
فيبور (1630-1687م) مستشرق و مبشر فرنسي .

## السيرة
فيبور أو فيفر (ميشيل) ويسمى (ميخائيل الفابوري الإفرنجي) ولد سنة (1630م)  وفي مصدر آخر ذكر انه ولد سنة (1640م) (Michel Fevre ou Febure)هو الاسم المستعار.اما اسمه في الرهبانية فهو الأب جستن من تور (Le Pere Justin de tours). ولد في مدينة نوفي (Neuvy le Rio) الفرنسية. زار الشرق بما فيها بلاد الشام وخاصة سوريا وكذلك بلاد ما بين النهرين وكلدية القديمة من سنة 1655م إلى سنة 1673م.
اتى فيبور إلى بغداد في عهد الوالي قبلان باشا سنة (1087-1088ه‍/1676-1677م). وقد وصف الأوضاع العامة في الإمبراطورية العثمانية والمواقع للمناطق التي زارها خلال رحلته التي كان هدفها يغلب عليها التبشير للمسيحية، وكان اثناء جولته هذه قد اطلع على أحوال المسيحيين و التعريف بالمسيحية وأشار إلى بعض من كنائس بغداد في العهد العثماني التي مر فيها ومعالم أخرى .
وبعدها دون كل مشاهداته والمعلومات التي حصل عليها خلال رحلته هذه، ثم قام لاحقاً بنشره كتاباً حول هذه الرحلة باللغة الإيطالية ثم بالفرنسية أسماه «مسرح تركية» (Theatre de la Turquie).

## وفاته
ذكر الباحث العراقي يعقوب سركيس في كتابه مباحث عراقية ان فيبور مرسلاً كبوشياً فرنسي الجنسية واسمه في الرهبانية الأب جستن من تور توفي حوالي سنة 1700م. وقيل انه توفي في مدينة حلب بعد سنة 1687م, والتي عاش فيها من سنة (1664-1687م).
واما مؤلف معجم أسماء المستشرقين فقد ذكره باسم «الأب دي سانت إيسنيان، ج، ب.( P.J.B. de saint Aignan)» فقال: انه توفي في حلب سنة (1670م).

## آثاره
بعد ان مر فيبور بمعظم مراكز الآباء الكبوشيين في الشرق، واتصل باليزيدية، وحاور المسيحيين الشرقيين، وقد اتقن اللغات العربية والكردية والتركية والأرمنية.
فقد ترك آثاراً معروفة منها:
- تعريب مجموعة من المواعظ والحرب الروحية للورينتسو سكووبولي (عن الإيطالية).
- تعريب المرشد المسيحي لدوتريمان (عن الفرنسية).
- تعريب اجوبة الكنيسة المقدسة وهو جدل ديني ورد على البدع المسيحية (روما 1680 وله أيضاً ترجمة أرمنية)،
- كتاب تاريخي جغرافي عن البلاد والشعوب التي عرفها، نشره بعنوان: مسرح تركيا، كتبه بالايطالية (روما 1657م).[6]

## الخلاصة
كان فيبور مبشراً ومستشرقاً، وكان اسمه الحقيقي جستينيان دي تورز، والذي امضى 18 عاماً من حياته متجولاً في بلاد الشرق، وعلى نفقته الخاصة، وقد اتخذ له اسماً دينياً هو جستينيان وذلك عندما انضم إلى الرهبنة الكبوشية .
وكان يكتب كتاباته تحت اسم مستعار هو ميشيل فيبور أو فيفر. وكانت الطبعة الأولى لكتابه مسرح تركيا ظهر في إيطاليا عام 1681م، والطبعة الأولى الفرنسية ظهرت عام 1682م. وكان هذا الكتاب عبارة عن تقرير يتحدث فيه عن الاضطرابات التركية آنذاك، كما ذكر ذلك في المقدمة. وكان يريد في كتابه هذا ان ينير الأفكار الأوروبية بشأن حقيقة قوة الاتراك ويشجب ما تذهب اليه أفكارهم، ويبين لهم ان الأتراك ليس بتلك القوة التي هي عالقة في أذهانهم، وذلك من خلال وصفه للأتراك بالهشاشة والانحطاط، وقد ذكر ان بابل تمر بفترة ارتباك، كما يدعوا لإعادة الغزو العسكري عليها، ومن بين الأمور الأخرى التي ذكرها عدم وجود الطباعة واعتبر ذلك من مصادر الجهل في ذلك الوقت، فضلاً عن سوء التنظيم السياسي والاجتماعي للحكومة والممارسات الغير صحيحة للدين كإشاعة الخرافات بين الناس، إضافة إلى ضعف قوتهم البحرية. ان هدف فيبور الرئيس هو التعريف بالمسيحية، ولكن الحقيقة هدفه كان إظهار ضعف الأتراك وعجزهم من خلال إبراز الجانب الذي يبين فيه الخراب والدمار للإمبراطورية العثمانية، وكان يأمل في حث الأوروبيين على غزو هذه الإمبراطورية العظيمة وسيكون تحقيق ذلك سهل عليهم.